# تاريخ نسخ أندرويد

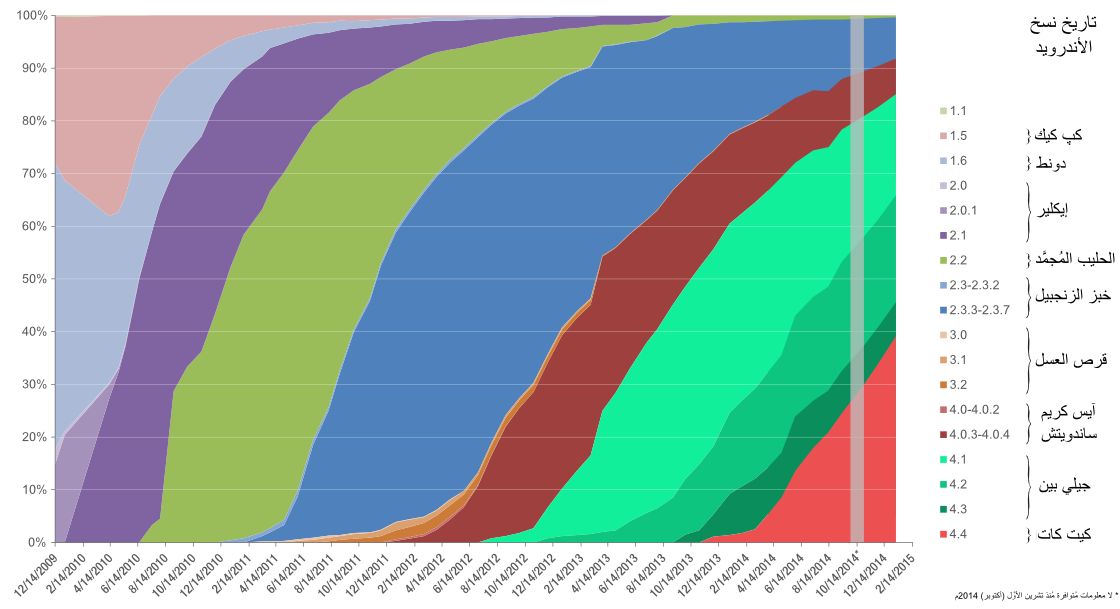
توزيع الإصدارات منذ ديسمبر 2009، إلى يونيو 2017. اعتبارا من فبراير 2018، أندرويد نوغة هو النسخة الأكثر استخداما على نطاق واسع من الأندرويد، تعمل على 28.5٪ من جميع أجهزة الأندرويد، في حين أندرويد لوليبوب يعمل على 24.6٪ من الأجهزة (82.3٪ منه أو أحدث).

صدرت أول نسخة لنظام أندرويد تحت اسم بيتا في نوفمبر (تشرين الثاني) عام 2007. كأول نسخة تجارية رسمية. أندرويد هو نظام يتم تطويره من قبل جوجل والاتحاد المفتوح للهواتف النقالة (OHA). يوم 3 سبتمبر 2013 أعلنت شركة جوجل أن هناك مليار جهاز يستخدم نظام تشغيل أندرويد في جميع أنحاء العالم
منذ أبريل 2009، تم وضع أكواد لإصدارات أندرويد تحت أسماء حلويات وصدرت بالترتيب الأبجدي.
أعلنت جوجل في أغسطس 2019 أنها ستنهي مخطط التسمية بالحلويات وستستخدم الترتيب الرقمي للإصدارات المستقبلية. الإصدار الأول على التنسيق الرقمي كان أندرويد 10، والذي صَدره في الشهر التالي.
| اسم كودي          | اسم كودي           | رقم الإصدار | تاريخ الإطلاق الأولي | مستوى واجهة برمجة التطبيقات |
| بالعربية          | بالإنجليزية        | رقم الإصدار | تاريخ الإطلاق الأولي | مستوى واجهة برمجة التطبيقات |
| ----------------- | ------------------ | ----------- | -------------------- | --------------------------- |
| أندرويد ١٫٠       | Android 1.0        | 1.0         | 23 سبتمبر 2008       | 1                           |
| بيتيت فور         | Petit four         | 1.1         | 9 فبراير 2009        | 2                           |
| كاب كيك           | Cupcake            | 1.5         | 27 أبريل 2009        | 3                           |
| دونات             | Donut              | 1.6         | 15 سبتمبر 2009       | 4                           |
| إيكلير            | Eclair             | 2.0 – 2.1   | 26 أكتوبر 2009       | 5 – 7                       |
| فرويو             | Froyo              | 2.2 – 2.2.3 | 20 مايو، 2010        | 8                           |
| جينجر بريد        | Gingerbread        | 2.3 – 2.3.7 | 6 ديسمبر 2010        | 9 – 10                      |
| هني كومب          | Honeycomb          | 3.0 – 3.2.6 | 22 فبراير 2011       | 11 – 13                     |
| آيس كريم ساندويتش | Ice Cream Sandwich | 4.0 – 4.0.4 | 18 أكتوبر 2011       | 14 – 15                     |
| جيلي بين          | Jelly Bean         | 4.1 – 4.3.1 | 9 يوليو 2012         | 16 – 18                     |
| كيت كات           | KitKat             | 4.4 – 4.4.4 | 31 أكتوبر 2013       | 19 – 20                     |
| لولي بوب          | Lollipop           | 5.0 – 5.1.1 | 12 نوفمبر 2014       | 21 – 22                     |
| مارش مالو         | Marshmallow        | 6.0 – 6.0.1 | 5 أكتوبر 2015        | 23                          |
| نوجا              | Nougat             | 7.0 - 7.1   | 22 أغسطس 2016        | 24 - 25                     |
| أوريو             | Oreo               | 8.0         | 21 أغسطس 2017        | 26                          |
| أوريو             | Oreo               | 8.1         | 26 أكتوبر 2017       | 27                          |
| أندرويد بي        | Pie                | 9.0         | 3 مارس 2018          | 28                          |
| أندرويد 10        | Android 10         | 10.0        | 3 سبتمبر 2019        | 29                          |
| أندرويد 11        | Android 11         | 11.0        | 8 سبتمبر 2020        | 30                          |
| أندرويد 12        | Android 12         | 12.0        | 4 أكتوبر 2021        | 31                          |
| أندرويد 12L       | Android 12.1       | 12.1        | 7 مارس 2022          | 32                          |
| أندرويد 13        | Android 13         | 13          | 16 أغسطس 2022        | 33                          |
| أندرويد 14        | Android 14         | 14          | 4 أكتوبر 2023        | 34                          |
| أندرويد 15        | Android 15         | 15          | 3 سبتمبر 2024        | 35                          |
| أندرويد 16        | Android 16         | 16          | 17 أبريل 2025        | 36                          |

## تاريخ الإصدار
تُظهر الجداول التالية تواريخ الإصدار والميزات الرئيسية لجميع تحديثات نظام التشغيل أندرويد حتى الآن، مُدرجة ترتيبًا زمنيًا حسب مستويات واجهة برمجة التطبيقات الرسمية الخاصة بها.

### أندرويد 1.0
صَدر أندرويد 1.0 أول إصدار تجاري من البرنامج في 23 سبتمبر 2008. وكان أول جهاز أندرويد متاح تجاريًا هو تي-موبل جي1.

### أندرويد 1.1
في 9 فبراير 2009، صدر تحديث أندرويد 1.1، وكان مخصصًا في البداية لهاتف تي-موبل جي1 فقط. عُرف أندرويد 1.1 داخليًا باسم "بيتي فور"، على الرغم من عدم استخدامه رسميًا. حلّ التحديث بعض الأخطاء، وغيّرَ واجهة برمجة تطبيقات أندرويد، وأضاف عددًا من الميزات.

### أندرويد 1.5 كب كيب
في 27 أبريل 2009، صَدر تحديث أندرويد 1.5، استنادًا إلى نواة لينكس 2.6.27. كان هذا أول إصدار يستخدم رسميًا اسمًا رمزيًا مستوحى من حلوى "كب كيك"، وهو سمة مستخدمة في جميع الإصدارات حتى أندرويد باي ، مع استخدام أندرويد 10 والإصدارات اللاحقة لنظام الأرقام فقط. تضّمن التحديث العديد من الميزات الجديدة وتعديلات واجهة المستخدم.

### أندرويد 1.6 دونات
في 15 سبتمبر 2009، صَدر أندرويد 1.6 -الملقب بـدونات- استنادًا إلى نواة لينكس 2.6.29. وقد تضمّن التحديث العديد من الميزات الجديدة.

### أندرويد 2.0 كلير
في 27 أكتوبر 2009، صَدر أندرويد 2.0 حزمة أدوات تطوير البرمجيات، استنادًا إلى كلير كيرنل 2.6.29 والاسم الرمزي كلير.

### أندرويد 2.0.1 كلير
في 3 ديسمبر 2009، صَدر أندرويد 2.0.1، وقد تضمّن تغييرات طفيفة في واجهة برمجة التطبيقات وإصلاح الأخطاء وتغييرات سلوك الإطار.

### أتدرويد 2.1 كلير
في 11 يناير 2010، صَدر أنرويد 2.1، وقد تضمّن تغييرات طفيفة في واجهة برمجة التطبيقات وإصلاح الأخطاء.

### أندرويد 2.2 فرويو
في 20 مايو 2010، صَدرت حزمة أدوات تطوير البرمجيات لنظام أندرويد 2.2 (فرويو، اختصارًا للزبادي المجمد)، استنادًا إلى نواة لينكس 2.6.32.